# Goran Antic
Goran Antić (* 4. Juli 1985) ist ein Schweizer Fussballspieler mit bosnischen Wurzeln.

## Karriere

### Verein
Goran Antic spielte ab der Saison 2006/07 als Stürmer beim FC Aarau in der Super League, wo er bereits einen Teil seiner Juniorenzeit verbrachte. In seiner ersten Super-League-Saison 2006/07 schoss er acht Tore. Anfangs 2009 wechselte er zum FC Winterthur, wo er 2003 seine Profikarriere begonnen hatte.
Zur Saison 2012/13 holte ihn der FC Aarau wieder ins Brügglifeld zurück. Im ersten Match schoss er gleich den Siegestreffer gegen den FC Wohlen. In vierzehn Spielen erzielte er zwei Treffer. Anschliessend wurde er an den FC Baden ausgeliehen. Nach Ablauf der Leihfrist wurde er definitiv vom FC Baden übernommen.

### Nationalmannschaft
Goran Antić gehörte zur Mannschaft, die die U-17-Fussball-Europameisterschaft 2002 gewann.